# Forcepia stephensi
Forcepia stephensi är en svampdjursart som beskrevs av Arthur Dendy 1922. Forcepia stephensi ingår i släktet Forcepia och familjen Coelosphaeridae. Inga underarter finns listade i Catalogue of Life.